# 逃毀
逃毀（ちょうき/とうき/にげこぼち）とは、中世、特に鎌倉時代に多く見える用語で、百姓が逃亡した際に関わる言葉とされているが、その解釈には諸説ある。

## 概要
御成敗式目の42条では、諸国の住民が逃亡した時に領主が逃毀と称して妻子を抑留して財産を没収した慣例を非難して、未進の年貢・所当に相当する分のみを家族から徴収するものとしている。一方、時代が下り、戦国時代の『日葡辞書』には「家と世帯道具を全て捨てて領主のところから逃げ去ること」と定義している。この2つが示した逃毀の定義が余りにも大きく異なっているため、学者の間でも諸説分かれている。同じ言葉であるのにもかかわらず両者の定義を見ると、前者は領主側の行為、後者は住民側の行為を指しており、更に年貢・公事などの租税の未進などの経済的理由を絡ませた前者と経済的理由には触れていない後者の間にも違いが生じている。
このため、逃毀の定義については、中世の百姓が領主に隷属する身分であったのか、それとも去留の自由（すなわち移転の自由）を有した存在だったのかについての議論も絡んで説が複数も分かれている。代表的なものでは、逃亡者が残した家族の人身を含めた財産を領主が没収する行為を指したとする説、未進などの経済的債務を負った者が家族・財産を残して逃亡する行為を指したとする説、単に領主の支配から離脱する行為一般を指したとする説などに分かれている。